# بيدرو رويز بيريز
بيدرو رويز بيريز (بالإسبانية: Pedro Ruiz Pérez)‏ هو محرر وكاتب إسباني، ولد في 25 أبريل 1959 في قرطبة في إسبانيا.